# Vlado Petković
Vlado Petković (kyrillisch Владо Петковић, * 6. Januar 1983 in Kraljevo, Jugoslawien) ist ein serbischer Volleyballspieler.
Mit der serbischen Nationalmannschaft gewann er bei der Weltmeisterschaft 2010 in Italien die Bronzemedaille und wurde 2011 in Tschechien und Österreich Europameister.
Vlado Petković spielte zunächst beim serbischen Verein OK Roter Stern Belgrad und anschließend in Montenegro bei OK Budućnost Podgorica. 2009 ging er für eine Saison nach Südkorea zu Woori Capital VC. Danach spielte er in Slowenien bei ACH Volley Bled und 2011/12 in Italien für Umbria Volley. 2012 wechselte Petković zum iranischen Verein Kaleh Amol.
Vlados älterer Bruder Veljko spielte ebenfalls in der serbischen Nationalmannschaft.